# أكسيل ديساسي
أكسيل ديساسي (بالفرنسية: Axel Disasi)‏ (11 مارس 1998 بفرنسا - ) هو لاعب كرة قدم فرنسي في مركز الدفاع. لعب مع نادي باريس.

## روابط خارجية
- أكسيل ديساسي على موقع الاتحاد الأوربي (الإنجليزية)
- أكسيل ديساسي على موقع رابطة كرة القدم الفرنسية للمحترفين (الإنجليزية)
- أكسيل ديساسي على موقع إي إس بي إن إف سي (الإنجليزية)
- أكسيل ديساسي على موقع قاعدة بيانات كرة القدم.إي يو (الإنجليزية)
- أكسيل ديساسي على موقع ليكيب (الفرنسية)
- أكسيل ديساسي على موقع ناشيونال فوتبول تيمز (الإنجليزية)
- أكسيل ديساسي على موقع Soccerbase.com (لاعب) (الإنجليزية)
- أكسيل ديساسي على موقع Soccerway.com (الإنجليزية)
- أكسيل ديساسي على موقع عالم كرة القدم.نت (الإنجليزية)
- أكسيل ديساسي على موقع كووورة